# 粗毛網體蝨蚜
粗毛網體蝨蚜（学名：Reticulaphis mirobilis）为扁蚜科網胸蝨蚜屬下的一个种。